# Hypoctonus ellisi
Hypoctonus ellisi är en spindeldjursart som beskrevs av Gravely 1912. Hypoctonus ellisi ingår i släktet Hypoctonus och familjen Thelyphonidae. Inga underarter finns listade i Catalogue of Life.